# Cerdanha

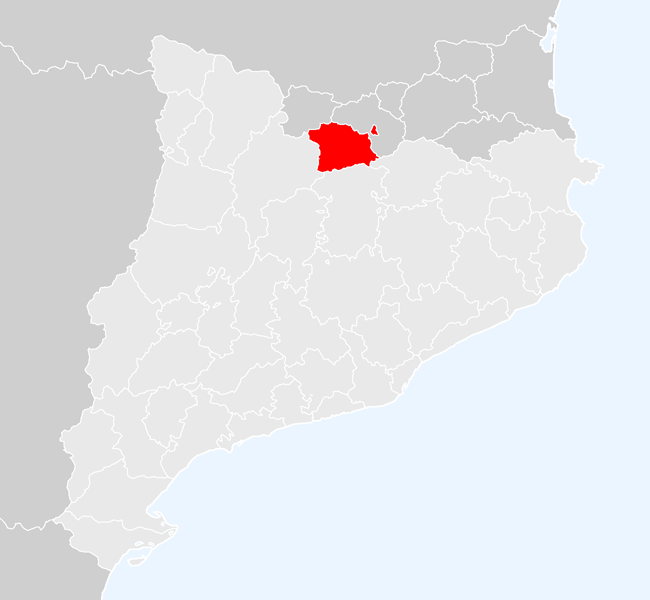
Mapa da Catalunha com a localização da comarca espanhola da Baixa Cerdanha.

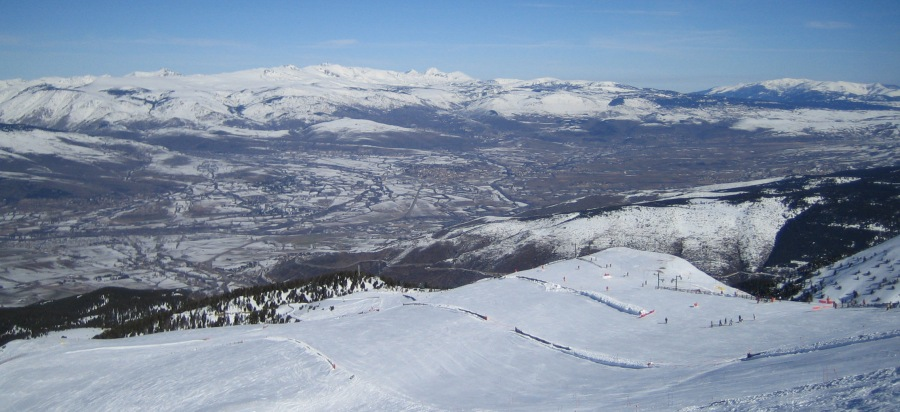
Paisagem da Cerdanha.

A Cerdanha (Cerdanya, em catalão; Cerdagne, em francês; Cerdaña, em espanhol) é uma pequena região dos Pirenéus Orientais dividida entre a França e a Espanha pelo Tratado dos Pirenéus (1659), e que já foi um dos condados históricos da Catalunha.

Brasão da Cerdanha.

Com uma superfície de 1086,07 km², 50,3% da Cerdanha pertencem à Espanha, enquanto que 49,7% integram o território francês. Em 2001, a população da Cerdanha era de cerca de 26.500 habitantes (53,4% na Espanha, 46,6% na França), com uma densidade populacional de apenas 24 hab/km², uma das menores na Europa Ocidental. A sua única área urbana é Puigcerdà-Bourg-Madame, na fronteira franco-espanhola, com 10.900 habitantes (2001).
Atualmente, o lado espanhol da Cerdanha forma a comarca catalã da Baixa Cerdanha, enquanto que a porção francesa integra o departamento dos Pirenéus-Orientais.